# Lenguas monumbo
Las lenguas Monumbo o de bahía Bogia son un par de lenguas estrechamente relacionadas que constituyen una rama de la familia lingüística de los montes Torricelli. Se hablan en unas pocas aldeas costeras alrededor de la bahía de Bogia del distrito de Bogia, provincia de Madang en Papúa Nueva Guinea. A diferencia de todas las demás ramas de la familia Torricelli, excepto las lenguas de los montes Marienberg, el orden de las palabras en las lenguas de Bogia es SOV, probablemente debido al contacto con las lenguas del Ramu y bajo Sepik y las lenguas del Sepik.: 298 
Hay dos idiomas, el monumbo (mambuwan) y el Lilau.

## Clasificación
Durante varias décadas se habían agrupado dentro de la familia Torricelli 100  km al oeste, pero "nunca se presentó evidencia [de esto]" según Glottolog. Foley (2018) clasifica las lenguas monumbo como Torricelli.